# Calyptocichla serinus
Calyptocichla serinus là một loài chim trong họ Pycnonotidae.